# Praecereus
Praecereus ist eine Pflanzengattung aus der Familie der Kakteengewächse (Cactaceae). Der botanische Name der Gattung leitet sich von der lateinischen Silbe „prae“ für vor ab und bedeutet Vor der Gattung Cereus im Sinne eines phylogenetischen Vorläufers.

## Beschreibung
Die buschigen bis baumähnlich wachsenden Arten der Gattung Praecereus werden manchmal ausgestreckt, sind meistens frei verzweigt und erreichen eine Wuchshöhe von bis zu 6 Metern. Die schlanken, säulenförmig bis hängenden Triebe haben 7 oder mehr Rippen mit hervorstehenden, runden und grauen Areolen aus denen nadelartige oder pfriemliche Dornen entspringen.
Die robust trichter- bis glockenförmigen Blüten sind weiß bis gelblich grün und öffnen sich am Tag. Ihr kräftiger Blütenbecher und die Blütenröhre sind dickwandig, fleischig und oft gebogen.
Die fleischigen, kurz eiförmigen, längs aufreißenden Früchte sind rot mit einem ausdauernden Blütenrest und enthalten ein weißes Fruchtfleisch. Die schwarzen, gehöckerten Samen sind länglich eiförmig und seitlich etwas zusammengedrückt.

## Systematik und Verbreitung
Die Gattung Praecereus ist im Süden und Westen Brasiliens, in Paraguay, Trinidad, Venezuela, Kolumbien, Ecuador, Peru, Bolivien und im Nordosten Argentiniens verbreitet.
Die Erstbeschreibung der Gattung wurde 1968 von Franz Buxbaum vorgenommen. Die Typusart der Gattung ist Praecereus smithianus (≡ Praecereus euchlorus subsp. smithianus).

### Systematik nach Anderson/Eggli (2005) und N.Korotkova et al. (2021)
Die Gattung umfasst folgenden Arten:
- Praecereus euchlorus (F.A.C.Weber ex K.Schum.) N.P.Taylor
  - Praecereus euchlorus subsp. amazonicus (K.Schum. ex Vaupel) N.P.Taylor
  - Praecereus euchlorus subsp. diffusus (Britton & Rose) N.P.Taylor
  - Praecereus euchlorus subsp. euchlorus
  - Praecereus euchlorus subsp. jaenensis (Rauh & Backeb.) Ostolaza
  - Praecereus euchlorus subsp. smithianus (Britton & Rose) N.P.Taylor
- Praecereus saxicola (Morong) N.P.Taylor

Ein Synonym der Gattung ist Monvillea Britton & Rose (1920).

## Nachweise